# 芋沢
芋沢（いもざわ）は、宮城県仙台市青葉区の大字。郵便番号は989-3212。人口は3012人、世帯数は1539世帯。宮城郡芋沢村、宮城郡大沢村大字芋沢、宮城郡宮城村大字芋沢、宮城郡宮城町大字芋沢、仙台市大字芋沢を経て現在の住所となった。ここでは町村制施行以前に存在した芋沢村についても併せて記述する（詳細は#歴史を参照）。
広瀬川、芋沢川流域の農村地帯であったが、仙台市の発展とともに東部で住宅地が造成し、人口が増加した。

## 地理

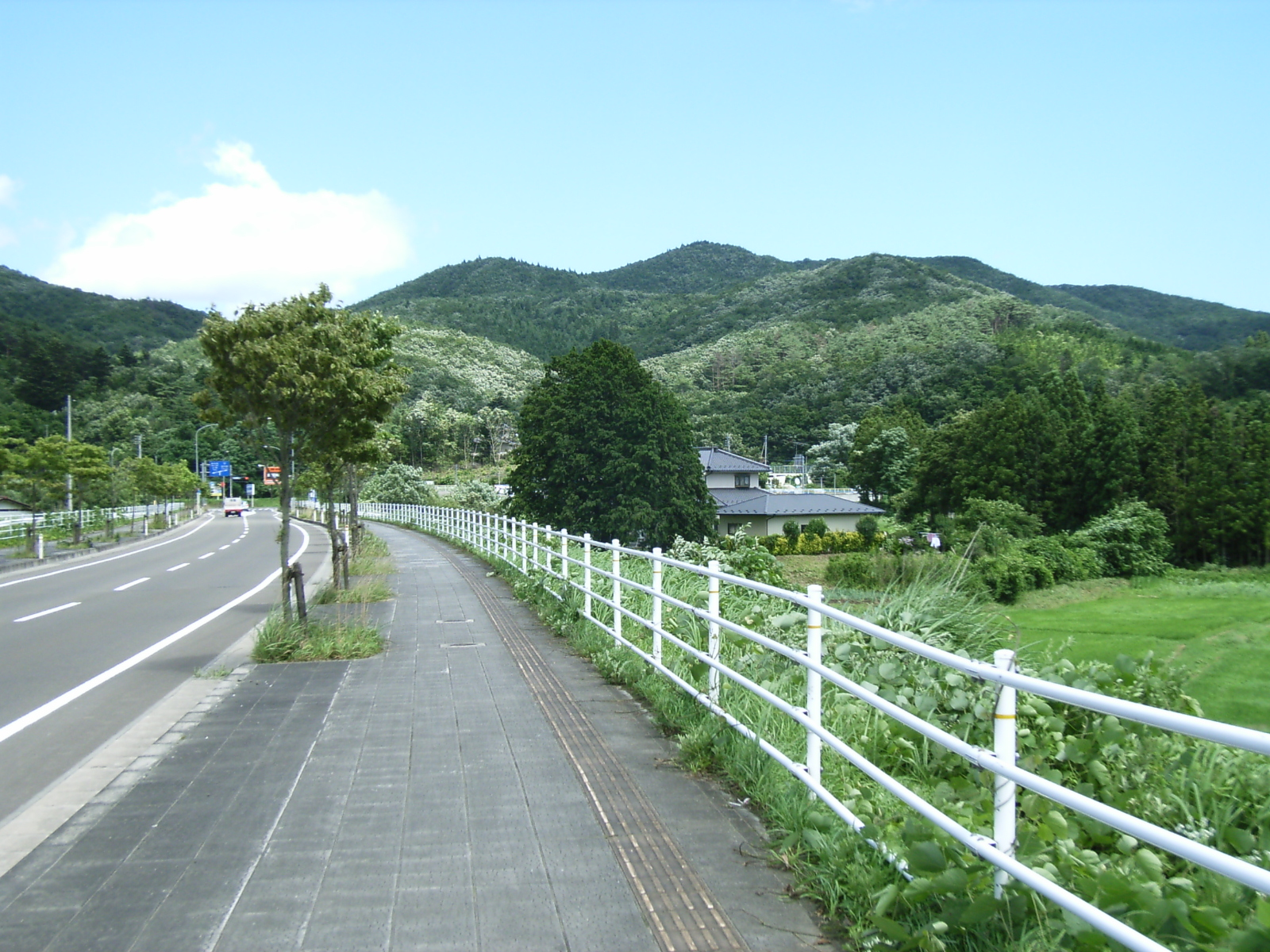
権現森（2005年7月）

芋沢は宮城県中部を流れる広瀬川北岸（左側）、芋沢川の流域に広がる。愛子盆地の北部にあたり、南を広瀬川で区切られ、三方を低い山で囲まれる。3、4段の河岸段丘が発達している。広瀬川は東に流れて仙台に通じるが、東境では権現森が河岸に迫り、かつては川沿いに隣の郷六に行くことが難しかった。仙台へは権現森（権現森山）の山麓を通り、国見峠を越える山道があり、国見峠が東境だった。権現森から国見峠までが吉成で、芋沢の一部だったが、地形的には芋沢川流域から外れている。北は七北田川の支流萱場川で区切られ、そのまた支流の塩沢川が流れた。
地区内には、みやぎ台、赤坂、高野原、向田といった住宅地が存在するが、それぞれ住居表示が施行され別の町丁となっている。
- 山 - 権現森 (314.1m) 、
- 川 - 広瀬川、大倉川、芋沢川、赤坂川、蒲沢川（銅谷原川）、大栗沢川、竜沢、塩沢川
- 湖沼 -

### 住宅団地の形成
20世紀前半までの芋沢は、広い範囲に集落が散在する田園であった。20世紀後半に仙台の郊外として住宅地が形成された。みやぎ台ニュータウン、赤坂ニュータウン、ガーデンタウン高野原、向田住宅団地といった住宅団地で、主に仙台への通勤者が住む。人口ではこれら住宅地の住民が多いのだが、面積の上では田畑と山林からなる農村景観が支配的である。
その一方、吉成はほぼ全域が住宅団地として造成され、仙台市街に吸収されたかっこうで、耕地がない。現代では芋沢と行政上まとめられることもなく、別地域と理解したほうがよい。

## 歴史
戦国時代には国分氏の支配下にあり、江六城（郷六館、江六館）に郷六左衛門、馬場城（馬場館）に馬場筑前の一門の治部大輔、本郷のとけ館（本郷館）に花坂勘解由(はなさかかげゆ)が居たという。江戸時代には仙台藩の国分郷に属した。
1889年の町村制施行の際に、芋沢村は大倉村と合併して、大沢村になった。町役場は芋沢におかれた。
1913年から、西部の苦地で大倉川から水を引いて仙台市に水と電気を供給する工事が始まった。1919年8月に大堀発電所が広瀬川北岸に完成し、1923年3月に中原浄水所が竣工した。
1945年から1948年までに、敗戦による海外からの引揚げ者を中心に約150戸が芋沢地区の西部に入って開拓を進めた。1950年代からは中規模の工場が進出してきた。大沢村は1955年に合併して宮城村となり、宮城町は1987年に仙台市に合併した。仙台市が政令指定都市になって区を設けたとき、芋沢地区は青葉区に入れられた。
1960年代以降の芋沢では、東部で人口が増加し、西部で人口が減少した。人口増加の原因は仙台への通勤者のために作られた住宅団地である。特に吉成地区は権現森の麓まで住宅地に変貌し、1965年に293人だった人口が20年で約4500人になった。宮城町は吉成を芋沢から切り離して南の郷六地区とあわせて把握し、仙台市もそれを踏襲した。
- 1874年（明治7年）4月 -  大区小区制の下で第2大区第1小区に属す。芋沢、大倉、熊ヶ根、作並、郷六、愛子の6か村[4]。
- 1876年（明治9年）11月18日 - 宮城県管内区画変更により第14小区に属す。（『宮城郡誌』による。『宮城町史』によれば8月）
- 1894年（明治17年） - 熊ヶ根村、上愛子村、下愛子村、郷六村、作並村、大倉村、芋沢村に連合戸長を置く。
- 1889年（明治22年）4月1日 - 町村制施行に伴い大倉村とともに大沢村となる。
- 1955年（昭和30年）2月1日 - 大沢村が広瀬村と合併して宮城村となる。
- 1963年（昭和38年）11月3日 - 宮城村が町制施行により宮城町となる。
- 1975年（昭和50年）8月 - みやぎ台住宅団地造成。
- 1987年（昭和62年）11月1日 - 宮城町が仙台市に編入される。
- 1989年（平成元年）4月1日 - 仙台市に青葉区が置かれ、芋沢はこれに属することとなる。

| 江戸時代の村高 |                        |                     |                       |                     |
|                | 正保郷帳 （1644-48年） | 元禄郷帳 （1699年） | 安永風土記 （1774年） | 天保郷帳 （1833年） |
| 田             | 103貫170文             |                     | 141貫598文            |                     |
| 畑             | 25貫723文              |                     | 35貫335文             |                     |
| 村高計         | 128貫893文             | 1082石3斗1升        | 176貫933文            | 1819石2斗9升        |
| 新田           | 9貫692文               |                     |                       |                     |

出典は注を参照。

## 人口
以下は旧芋沢村域にあたる地域の人口の表である。1995年の芋沢地区の人口は11,767人、吉成地区の人口は11,999人。2000年の芋沢地区は3,236世帯、11,883人。吉成地区は4,690世帯、14,360人であった。
| 人口の推移         |                        |                 |                     |                     |                    |                     |
| 年                 | 安永3年頃 （1774年頃） | 明治 （1875年） | 昭和40年 （1965年） | 昭和60年 （1985年） | 平成7年 （1995年） | 平成12年 （2000年） |
| 人頭               | 76人                   | -               | -                   | -                   | -                  | -                   |
| 家数・戸数・世帯数 | 120軒                  | 200戸           | 761世帯             | 2,956世帯           | 世帯               | 7,926世帯           |
| 人口               | 1,413人                | 1,566人         | 4,057人             | 11,587人            | 23,766人           | 26,243人            |
| 馬                 | 238疋                  |                 |                     |                     |                    |                     |

出典は注を参照。

## 産業
農業としては水田と畑作、酪農がある。
芋沢は林が多く比較的仙台に近かったため、江戸時代から20世紀初めまで、山林から採取した薪炭を送り出した。明治時代はじめの『皇国地誌』によれば、年に薪2万1600駄、炭500駄を産した。
芋沢では、石炭の供給が滞った戦時中から戦後にかけて、各地で亜炭が採掘されたが、1960年代後半までにどれも閉山した。蒲沢鉱山は、1940年頃に発見された鉱山で、チタンを産出した。停止と操業を繰り返し、現在は閉山している。
古くは手工業として箒の製造があったが、20世紀後半に廃れた。1950年代半ばから中規模の工場が進出して21世紀はじめの現在まで点在する。地区の南東端の大竹で1956年に三徳化学工業が工業用の過酸化水素水の製造をはじめた。1964年には白松がモナカが大竹原に工場を作ってはじめ主に寒天を作り、1985年に設備を一新してこの赤坂工場を同社の主力工場にした。福装商事宮城工場は、1967年から赤坂で衣服を製造する。芳賀火工は権現森の南西の麓にある工場で花火を製造する。
広瀬川の北岸に鳴合温泉があり、河鹿荘という旅館が建つ。それより西の川沿いには広瀬川温泉があってホテル奥仙台が営業していたが、世紀の変わり目頃に廃業した。

## 交通
江戸時代から現代まで、芋沢にとっては南東にある仙台との交通が重要となる。道は二つあり、一つは権現森の北を通って吉成に行き、国見峠を経て仙台に通じる道、もう一つは広瀬川沿いに権現森の南の急斜面をしのいで郷六に行き、仙台に通じる道である。
前者は今は市道となり重要性を失っているが、かつて運送には主にこちらが使われ、大倉・芋沢両村から仙台に人馬が往来した。この道は権現森の西で芋沢川沿いに通る道につきあたる。これが芋沢街道で、村の北で隣の大倉村に通じる山道になった。大倉村から芋沢経由で仙台に薪炭を運ぶときには、この山道を使うのが普通であった。
後者は今の宮城県道55号定義仙台線で、定義道、定義街道などという。この道もまた大倉村に通じる。村境に難所があったが、明治時代にトンネルが掘られて整備されてからは交通量が増え、定義如来に向かう人の多くはこの道を通った。
広瀬川に大沢橋が架けられて国道457号が通じると、大沢橋を渡って国道48号（関山街道の後身）に出てから仙台に向かうことが普通になった。国道457号も県道55号も、芋沢に入ってすぐのところ、地区の南東端でまじわる。国道457号は南東から入って北に向かい、途中まで昔の芋沢街道とほぼ同じ道筋をとるが、その後北東にカーブして泉区方面へ抜ける。県道55号は赤坂川沿いに西に向かい、トンネルではなく新天狗橋で大倉川を渡る。この二つが現代の芋沢にとっての幹線道と言える。
一方、1970年代以降の吉成地区の発展にとっては、新しく作られた宮城県道37号仙台北環状線が重要だった。北環状線は南に向かっては新生瀬橋を渡って国道48号経由で仙台に通じ、北では泉区の中心部に通じる。
東北自動車道は、北環状線と並走して吉成の西を画する。芋沢や吉成にはインターチェンジがなく、もよりは広瀬川を越えた先にある仙台宮城インターチェンジである。
- 東北自動車道
- 国道457号
- 宮城県道37号仙台北環状線
- 宮城県道55号定義仙台線（定義街道）

## 教育

### 小学校
- 大沢小学校
- 川前小学校

1979年（昭和54年）に吉成小学校が開校したが、1980年（昭和55年）に吉成小学校の所在地である芋沢字吉成山の住居表示が施行され、吉成1丁目となったことで現在は芋沢に存在しない。その後1991年（平成3年）には旧芋沢村域に南吉成小学校が開校している。

### 中学校
新制の中学校として、芋沢には1947年に大沢村立で大沢中学校が開校した。住居表示の施行に伴う町丁の設置により赤坂が誕生したことで現在は地区内に中学校はない。なお、旧芋沢村域には1980年（昭和55年）に吉成中学校が、1992年（平成4年）には南吉成中学校が開校している。

## 宗教

### 寺院

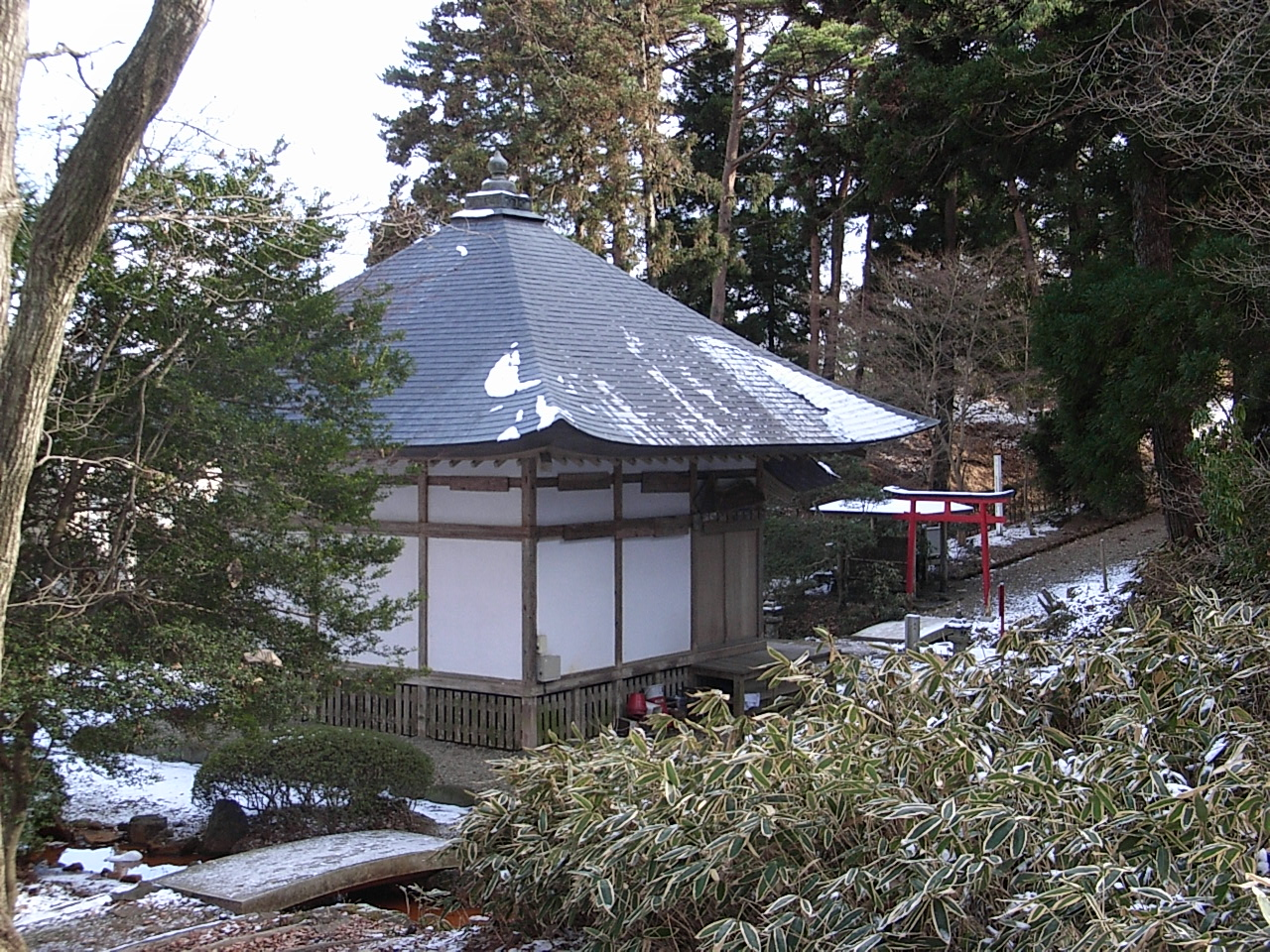
臨済院弁財天堂（2008年1月）

1774年（安永3年）の『安永風土記書出』は、臨済院、長泉寺、常念寺、正法寺、徳源寺の5つの寺と、寿命院という修験院を記す。
長泉寺は曹洞宗で、寛永8年（1631年）の開山と伝えられ、芋沢川中流域下辺田にあるその末寺として寛永18年（1641年）に開かれたのが常念寺で、上流域の中居にあった。長泉寺は1882年（明治15年）に火災にあって本堂を失った。その後1887年（明治20年）頃に常念寺が福島県相馬郡飯舘村に移り、建物を長泉寺に移築した。
正法寺も曹洞宗で、元和年間（1615年-1624年）に開かれた。長泉寺からみると芋沢川を隔てた向かいの向寺にある。
活牛寺は、芋沢から吉成へぬける山道の途中にある。
徳源寺は浄土真宗で、開山の年は不明。江戸時代に風土記書出を提出した時の住職は、第4世の閑雪が書いた文書に寛文8年（1668年）8月25日の日付が残っているから、それより前だろうとした。
臨済院は黄檗宗の寺院で、伊達綱村の援助によって元禄14年（1701年）に仙台の角五郎丁に開山した。正徳5年（1715年）に伊達吉村が芋沢村の吉成に移した。明治になって仙台藩からの保護がなくなると勢いを失い、1887年（明治20年）頃までに堂宇を失い、やがて廃寺になった。跡地は公園になり、境内にあった弁財天堂だけが残る。
寿命院は本山派の修験院で、天文5年（1536年）に開かれたという。宇那禰神社の別当であったが、明治時代の神仏分離によって廃止された。
安永風土記は以上の寺院のほかに、仏堂として苦地に日月堂、上野原に太子堂、新田に正観音堂、山田に千手観音堂があったと伝える。1980年代の調べでは、他に子育千手観音堂が上川前に、十一面観音堂が上辺田に、不動堂が不動堂にあった。
慈晃院は真言宗の寺である。もとは仙台市鉄砲町（現在の宮城野区）にあり、芋沢に移転した。
佛國寺は、1989年創建の単立の寺である。国籍・民族などにかかわりなく受け入れる。2001年の愛子（あいこ）内親王誕生を祝って愛子（あやし）大仏を作り、その下に霊廟を設けて共同の永代墓地とした。芋沢の南にある地名の愛子（あやし）とかけたものである。
- 吉成山 活牛寺
- 慈晃院
- 太子山 常念寺
- 木蔵山 正法寺
- 薬王山 長泉寺
- 蔵沢山 徳源寺
- 東北本山 仏国寺

### 神社
芋沢の中部には中世から続く神社として宇那禰神社がある。室町時代までさかのぼり、郷六村から芋沢に移転した神社である。江戸時代の別当寺は寿命院であった。『安永風土記書出』には、宇那禰大明神社の地に熊野権現社があったとしており、これは今も宇那禰神社の中にある。明治時代に村社になった。
風土記書出にあげられた神社は、「へた」に見当権現社、大堀に天神社、本郷に熊野権現社、大勝草に雷神、花坂に宇那禰明神社と羽黒権現社、蒲沢に愛宕社と熊野権現社、中居に妻ノ神と稲荷社、大和田に荒神社、洞口の同じ場所に稲荷社・山神社・水神社の計16社である。他に苦地に日月堂が仏堂として記されるが、これは後の日月神社である。明治初年には20社があるとされた。
明治20年代の『宮城県神社明細帳』には、宇那禰神社のほかに、大勝草の雷神社、苦地の日月神社、上辺田の愛宕神社、向寺の八坂神社、大堀の天神社が無格社として記されている。1910年（明治43年）7月23日にこれらはみな宇那禰神社に合祀されて廃止された。内務省の神社合祀政策によるもので、公的にはこのとき芋沢の神社は宇那禰神社だけとされた。しかし地元の人が祭祀をやめたわけではなく、現代まで続いているものが多い。
明治時代に廃寺になった臨済院の境内には今もある弁財天堂の他に、五社明神社、疱瘡神社などが祀られていたと伝えられる。
大和神宮は、1964年に芋沢川上流域の末坂に作られた。後に大国神社（大國神社）と改称した。山野草公園を設ける。
- 宇那禰神社
- 大国神社（大和神宮）
- 大堀神社
- 雷神社
- 熊野神社
- 日月神社

## 名所など
- 鳴合温泉

## 注
1. 1 2  “町名別年齢（各歳）別住民基本台帳人口”.   仙台市. 2022年3月14日閲覧。
2. 1 2  “宮城県 仙台市青葉区 芋沢の郵便番号”.  日本郵政. 2025年1月16日閲覧。
3. ↑  “市外局番の一覧”.   総務省. 2021年9月16日閲覧。
4. ↑  1953年刊『仙台市史』第9巻352頁、資料番号782「明治7年4月管内区画更正達書第29号」。
5. ↑  『宮城町誌』本編（改訂版）から作成。
6. ↑  人頭は本百姓の数で、これに名子と水呑を加えた家数が世帯数に相当する。資料は1774年が『宮城町誌』に掲載の『安永風土記書上』抜粋、1875年が『広瀬川ハンドブック』に掲載の『皇国地誌』抜粋。1965年と1985年は『宮城町誌』掲載の国勢調査集計の一部。1995年と2000年は『町名別人口統計資料　平成12年度国勢調査結果』。
7. ↑  『宮城町誌』本編（改訂版）311-312頁。
8. ↑  『宮城町誌』本編（改訂版）301-302頁
9. ↑  『宮城町誌』本編（改訂版）300-301頁、352-354頁。
10. ↑  『宮城町誌 本編（改訂版）』312頁。
11. ↑  『宮城町誌』本編（改訂版）589頁、618-620頁、633-634頁。
12. ↑  『宮城町誌』本編（改訂版）620-622頁。
13. ↑  『宮城町誌』本編（改訂版）622-624頁。天明3年（1783年）に天明の大飢饉で寺の者が死に絶え、文政4年（1821年）2月に再興した。
14. ↑  『宮城町誌』本編（改訂版）628頁。
15. ↑  『宮城町誌』本編（改訂版）547頁。
16. ↑  『宮城町誌』本編（改訂版）555頁、546頁。